# 香港駐日內瓦經濟貿易辦事處
香港駐日內瓦經濟貿易辦事處（英語：Hong Kong Economic and Trade Office (Geneva)），簡稱香港駐日內瓦經貿辦，駐日內瓦經貿辦或駐日內瓦辦，是中華人民共和國香港特別行政區政府在瑞士日內瓦設立的代表處。 
香港特別行政區政府駐世界貿易組織和經濟合作暨發展組織貿易委員會的官方機構。推動世界貿易組織重視的“以規則為基礎的多邊自由貿易”，促進香港的貿易及經濟利益。它於1967年在英屬香港時代正式成立。香港於1986年加入世界貿易組織的前身關稅暨貿易總協定。該辦事處處長被稱為“中華人民共和國香港特別行政區駐世界貿易組織常設代表”（英語：Permanent Representative of the Hong Kong Special Administrative Region of China to the World Trade Organization）。

## 香港駐世界貿易組織常設代表列表
1. 夏秉純 (任期：1994年至2002年)[6]
2. 羅智光 (任期：2002年至2004年)[6]
3. 苗學禮 (任期：2004年至2007年)[7]
4. 郭立誠 (任期：2007年至2012年)[8]
5. 史端仁 (任期：2012年至2014年)[9]
6. 楊碧筠 (任期：2014年至2019年)[10]
7. 羅志康 (任期：2019年至2023年)[11]
8. 蘇婉玲（任期：2023年至今）

## 外部連結
- 香港駐日內瓦經濟貿易辦事處 （页面存档备份，存于） （英文）